# 任大僚
任大僚（1578年—1621年），號敬一（或号竟一），陕西西安府高陵縣匠籍。

## 生平
萬曆乙酉（1585年）八月十一日生。万历四十年（1612年）壬子科陕西鄉試第二名舉人，四十四年（1616年）丙辰科三甲六十六名进士，禮部觀政，授山西襄垣縣知縣，四十五年調任高平县知县，四十六年本省同考。

## 家族
曾祖任增祖。祖父任仲武，歲貢。父任佩。

## 引用
1. ↑  《萬曆四十四年丙辰科進士序齒録》